# The Sons of the Pioneers
The Sons of the Pioneers was een Amerikaanse countryband uit Los Angeles uit de jaren 1930. Ze werden bekend door hun cowboysongs.

## Oprichting
In 1933 ontmoetten Leonard Slye, beter bekend als Roy Rogers, Bob Nolan en Tim Spencer elkaar in Los Angeles en formeerden de voorloper van The Sons of the Pioneers, het Pioneer Trio. Het muzikale genie was Bob Nolan, die ook de eerste songs schreef. In 1934 werd de band uitgebreid met de fiddlespeler Hugh Farr. Uit een spreekfout van een radiopresentator ontstond in hetzelfde jaar de naam Sons of the Pioneers.

## Geschiedenis
In 1934 tekende de band een platencontract bij Decca Records. Een van hun eerste songs was de Nolan-compositie Tumbling Tumbleweeds. In 1935 vervoegde Karl Farr zich bij de Pioneers. Kort daarna verliet Tim Spencer de band en werd vervangen door Lloyd Perryman, die al enkele keren als vervanger was ingevallen. Het zou niet de laatste personele mutatie zijn. Slye, Nolan, Spencer, de Farr-broers en Perryman tellen tegenwoordig als de oorspronkelijke Sons of the Pioneers. Deze samenstelling kreeg in 1980 de hoogste onderscheiding van de countrymuziek. Ze werden opgenomen in de Country Music Hall of Fame.
In 1938 verliet Slye de band om onder de naam Roy Rogers een acteurscarrière te beginnen. Hij werd vervangen door Pat Brady. In hetzelfde jaar keerde Tim Spencer terug. Kort na de inmenging van de Verenigde Staten aan de Tweede Wereldoorlog werden Perryman en Brady opgeroepen voor hun militaire dienstplicht en moesten worden vervangen. Desondanks begeleidden de Pioneers Roy Rogers in talrijke westerns voor Republic Pictures. Tijdens deze periode was er ook een optreden in de muziekfilm Hollywood Canteen. In 1944 wisselden de Pioneers naar RCA Records en namen ook hier weer talrijke platen samen met Roy Rogers op. Hun sound werd gemoderniseerd en de oude songs werden weer opnieuw opgenomen. In een korte tijdspanne kwamen weer verdere personele mutaties. Een korte periode was bijvoorbeeld Ken Curtis van de partij, die later in de tv-serie Gunsmoke de rol van Festus Hagen zou spelen. Spencer trok zich in 1949 terug en even later volgde ook Nolan.
In 1952 werd het eerste album opgenomen. Voor studio-opnamen kwam zelfs Bob Nolan enkele keren terug. Een tijdje bestonden twee versies van The Sons of the Pioneers: een studio- en een concertband. In 1958 beëindigde een verder oprichtingslid (Hugh Farr) zijn carrière. Zijn broer Karl overleed drie jaar later tijdens een concert aan de gevolgen van een hartinfarct. Er werden nieuwe mensen ingevoegd en de Pioneers gingen verder. Van de oorspronkelijke bezetting was niemand meer bij de band. Het oudste lid was Pat Brady, die volhield tot 1967. In 1972 kwamen Roy Rogers, Bob Nolan en Tim Spencer nog eenmaal samen voor een reünie-sessie.
Tim Spencer overleed in 1976, Lloyd Perryman in 1977 en Bob Nolan in 1980. Een jaar voor zijn dood nam deze een soloalbum op, dat gevuld was met herinneringen aan de oude tijden. De Sons of the Pioneers bestaan tegenwoordig nog, maar hebben veel van hun vroegere betekenis verloren. Hun totale werk omvat honderden westernsongs en meer dan twintig albums. Talrijke cd-boxen met historische opnamen (jaren 1930 tot 1950) werden heruitgegeven door het Duitse label Bear Family Records.